# Dicranoloma
Dicranoloma là một chi rêu trong họ Dicranaceae.